# Enrique Santiago
Santiago  Romero est un nom espagnol. Le premier nom de famille, en général paternel, est Santiago ; le second, en général maternel, souvent omis, est Romero.
Enrique Santiago Romero, né le 18 juillet 1964 à Madrid, est un homme politique et avocat espagnol, secrétaire général du Parti communiste d'Espagne (PCE) depuis 2018 et député depuis 2019. Entre 2021 et 2022 il a été secrétaire d'État à l'Agenda 2030.
Après la démission d'Alberto Garzón de son poste de coordonnateur général d'Izquierda Unida (IU), Enrique Santiago en assure l'intérim jusqu'au prochain congrès. Il est également le porte-parole des députés d'IU au sein des groupes parlementaires Unidas Podemos, puis Sumar.
En 2010 il prend la tête du secrétariat à la Refondation et aux Mouvements sociaux d'IU, fonction qu'il occupe jusqu'en 2014. Il a été membre de la Commission exécutive fédérale de 2004 à 2015 et du comité exécutif du PCE de 2008 à 2015. Il a aussi été secrétaire général de l'Union des jeunesses communistes d'Espagne (UJCE) entre 1990 et 1993.
En tant que juriste, il est membre de l'équipe juridique des Forces armées révolutionnaires de Colombie (FARC) lors du processus de paix avec le gouvernement de Juan Manuel Santos, commencé en 2012 et achevé en 2016 avec la signature de l'accord de paix.
Depuis le début des années 1990, il est fréquemment un des avocats de l'accusation dans divers processus judiciaires : la dictature militaire en Argentine, l'affaire Scilingo, l'accusation populaire contre le dictateur chilien Augusto Pinochet, ainsi qu'en Espagne dans l'affaire des vols secrets de la CIA, l'affaire José Couso (es) et l'affaire Bárcenas (es). En 2004, il est porte-parole de l'organisation des observateurs internationaux du Conseil national électoral du Venezuela pendant le référendum révocatoire de 2004 (es).
Il a également été le secrétaire général de la Commission espagnole d'aide aux réfugiés (es) de 2000 à 2006.

## Formation
Enrique Fernando Santiago Romero naît le 18 juillet 1964 à Madrid.
Il suit une licence de droit à l'université complutense de Madrid, puis un master en direction et administration des fondations à l'université autonome de Madrid. Il est également titulaire d'un master en droit et conseil fiscal du Centre d'études financières (es) (CEF). Il a par ailleurs suivi avec succès des formations diplômantes en sécurité sociale et droit du travail au CEF et en droit des étrangers, d'asile et des réfugiés à l'université Charles-III de Madrid.

## Parcours politique
Son militantisme commence au sein des Collectifs des jeunes communistes, puis à l'Union des jeunesses communistes d'Espagne (UJCE) organisation de laquelle il est secrétaire général de 1990 à 1992.
En décembre 2004, lors de la VIIIe assemblée fédérale extraordinaire d'Izquierda Unida (IU), il dispute à Gaspar Llamazares la coordination générale d'IU, avec le soutien de la direction du PCE et de l'UJCE. Il ne gagne pas l'élection mais obtient 38 % des suffrages. Dès lors, il fait partie des organes de direction d'IU et du PCE.
En 2008, lors de la IXe assemblée fédérale, il fait partie de la candidature menée par Cayo Lara soutenue par le PCE. Après sa victoire, celui-ci entreprend un processus de refondation en 2010, Enrique Santiago est alors nommé secrétaire à la Refondation et aux Mouvements sociaux d'IU avec l'objectif d'élargir la base de la fédération. Il assume cette fonction jusqu'en 2014.
Il est membre du comité exécutif du Parti communiste d'Espagne de 2008 à 2015.
En 2015, il est élu tête de liste lors des élections primaires pour la formation de la liste de la plateforme citoyenne Ahora en Común à Madrid en vue des élections générales. Cette formation évolue pour devenir ensuite Unité populaire et il figure finalement en troisième position à Madrid, mais n'est pas élu, cette candidature ne remportant que deux sièges.
Le 8 avril 2018, il est élu secrétaire général du Parti communiste d'Espagne par le comité central, avec 82 votes pour et 1 contre, prenant ainsi la suite de José Luis Centella.
Il est à nouveau candidat aux élections générales, en avril 2019, en troisième position dans la circonscription de Madrid sur la liste de la coalition Unidas Podemos, et il est cette fois élu au Congrès. Lors des élections générales de novembre de la même année il conserve son mandat.
En avril 2021, il remplace Ione Belarra à la tête du secrétariat d'État à l'Agenda 2030. Celle-ci a en effet été amenée à prendre la suite de Pablo Iglesias, démissionnaire pour mener les élections à l'Assemblée de Madrid, en tant que ministre des Droits sociaux. Enrique Santiago occupe alors cette position au ministère des Droits sociaux, à laquelle il est chargé de mettre en œuvre les objectifs de développement durable de l'ONU.
Il quitte ses fonctions en juillet 2022, lorsque Lilith Verstrynge le remplace à l'occasion d'un remaniement du cabinet ministériel de Belarra. Celui-ci renforce la présence de Podemos au sein du gouvernement dans un contexte de tension entre Podemos et Sumar, le parti de Yolanda Díaz qui est également membre du PCE et dont Enrique Santiago est proche.
Lors des élections générales de 2023, la coalition Sumar rassemble une quinzaine de formations, dont Izquierda Unida. Enrique Santiago figure alors en première position de la liste Sumar dans la circonscription de Cordoue. Il est ainsi élu, comme quatre autres candidats d'IU. Il est choisi comme porte-parole des députés d'IU au sein du groupe parlementaire Sumar, comme il l'avait été au sein du groupe Unidas Podemos. 
Après la démission d'Alberto Garzón de son poste de coordonnateur général d'Izquierda Unida en novembre 2023, Enrique Santiago en assure l'intérim jusqu'au prochain congrès.

## Parcours professionnel
Avocat expérimenté et reconnu, il a fait partie de plusieurs équipes juridiques internationales à partir du début des années 1990. En 1996, il fait ainsi partie de l'équipe juridique de l'accusation populaire devant l'Audience nationale d'Espagne contre les crimes de la dictature militaire en Argentine, il participe également aux travaux de l'affaire Scilingo (militaire argentin condamné pour crime contre l'humanité), ainsi qu'à l'équipe juridique de l'accusation populaire contre le dictateur chilien Augusto Pinochet, accusé de crimes contre l'humanité, et pour sa demande d'extradition en octobre 1998,.
Il a aussi plaidé pour la famille du journaliste José Couso (es) tué en 2003 par des tirs de l'armée américaine, pendant la guerre d'Irak,. Il fait partie de l'équipe qui plaide dans l'affaire des vols secrets de la CIA en 2006, dans la plainte contre George W. Bush et d'autres dirigeants américains concernant la situation des prisonniers de Guantánamo en 2007, dans l'affaire de l'abordage de la flottille pour Gaza par la marine israélienne en 2010, ainsi que de l'affaire Bárcenas (es) en 2013,.
De 2000 à novembre 2006, il est secrétaire général de la Commission espagnole d'aide aux réfugiés (es) (CEAR)[réf. nécessaire]. De 2004 à 2005 il est vice-président de la fédération espagnole des droits humains et, de 2007 à 2010, secrétaire général de l'Institut d'études politiques pour l'Amérique latine et l'Afrique (IEPALA)[réf. nécessaire].
En 2004, il est de l'organisation des observateurs internationaux du Conseil national électoral du Venezuela pendant le référendum révocatoire (es) contre Hugo Chávez.
Étant donnée son parcours et sa connaissance du droit international, en 2012 c'est la Norvège, pays facilitateur des négociations de paix en Colombie, qui l'a sélectionné pour faire partie de l'équipe de juristes des négociations, en l'attribuant à l'équipe des Forces armées révolutionnaires de Colombie (FARC). Enrique Santiago était lié à l'organisation “Colombiens et colombienne pour la paix” et c'est l'avocate, activiste et femme politique colombienne Piedad Córdoba qui a proposé son nom. Il a ainsi joué un rôle important dans l'élaboration du nouveau système de Juridiction Spéciale pour la Paix (JEP).

## Positionnement
Dans sa famille politique, Santiago est considéré comme un représentant de l'aile la plus favorable à ce qu'IU surpasse ses dynamiques de parti pour se transformer en un mouvement sociopolitique qui transcende son actuelle configuration et élargisse sa base sociale.